# Calaveras County
Das Calaveras County ist ein County im US-Bundesstaat Kalifornien. Der Verwaltungssitz (County Seat) ist San Andreas. Es befindet sich geographisch gesehen in der Mitte des Bundesstaates.

## Geschichte
Calaveras County wurde 1850 gegründet. 1854 wurden Teile seines ursprünglichen Gebiets an den Alpine County abgegeben. Weitere Teile wurden 1864 dem Amador County zugeschlagen. Calaveras bedeutet Schädel. Den Namen erhielt das County vom Calaveras River, der auf einer Expedition vom spanischen Forscher Gabriel Moraga entdeckt wurde. Gabriel Moraga sah am Flussufer viele Schädel, die ihn zu der Namensgebung inspirierten.
Im 19. Jahrhundert wurde Calaveras County international bekannt durch die 1865 erschienene Kurzgeschichte von Mark Twain The Celebrated Jumping Frog of Calaveras County. Zu Ehren von Mark Twain und seiner Geschichte wird in den Calaveras County Fairgrounds, Angels Camp alljährlich im Mai ein großes Volksfest gefeiert, verbunden mit einem Wettspringen für Frösche (Jumping Frog Jubilee).
Der 1931 gegründete Calaveras Big Trees State Park stellt mit seinen gigantischen Sequoia Mammutbäumen eine der Hauptattraktionen der Region dar. Der Park umfasst eine Fläche von 2630 ha.
15 Bauwerke des Countys sind im National Register of Historic Places eingetragen.

## Demografische Daten

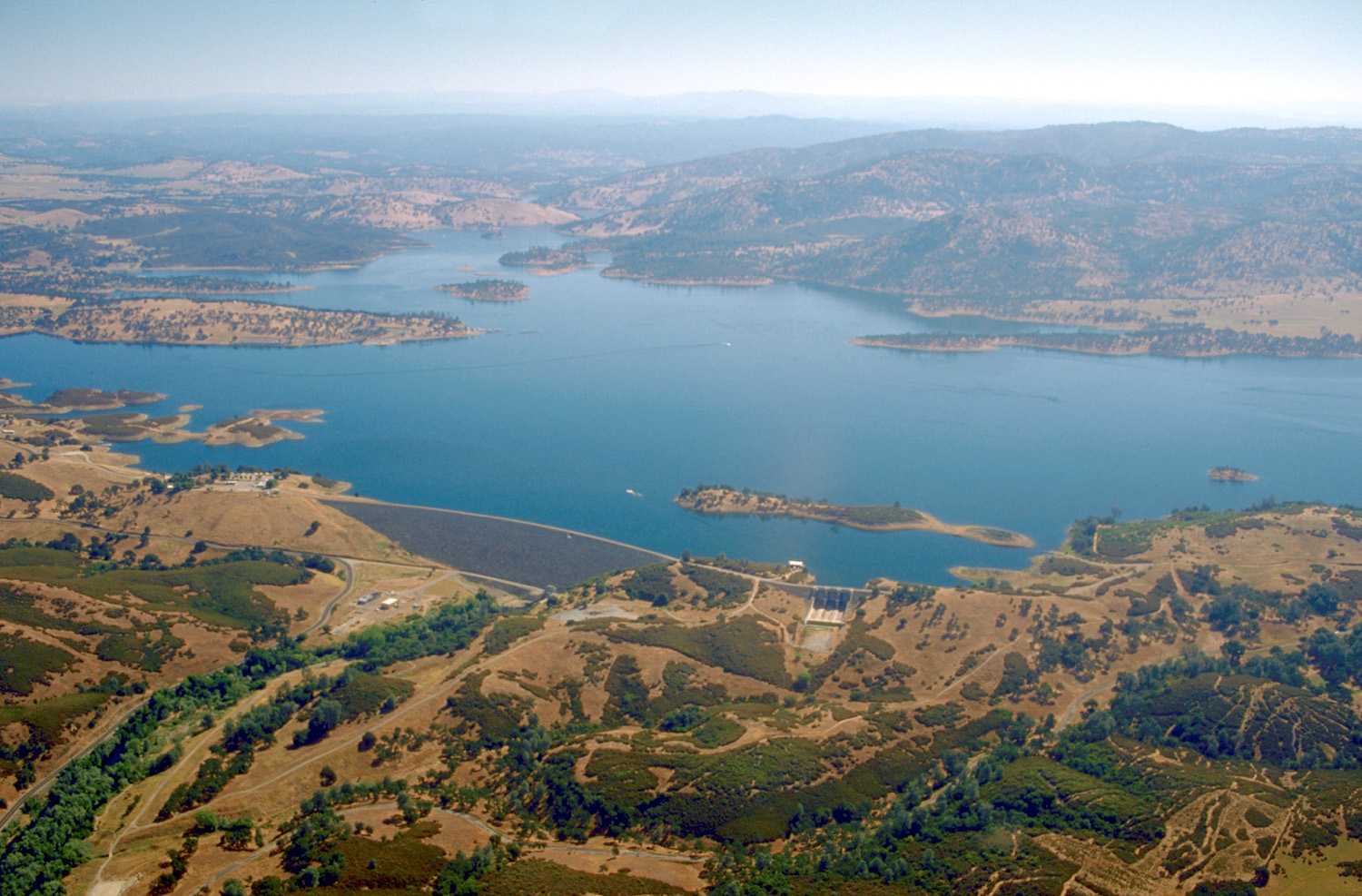
Der Lake Hogan mit dem Lake Hogan Damm

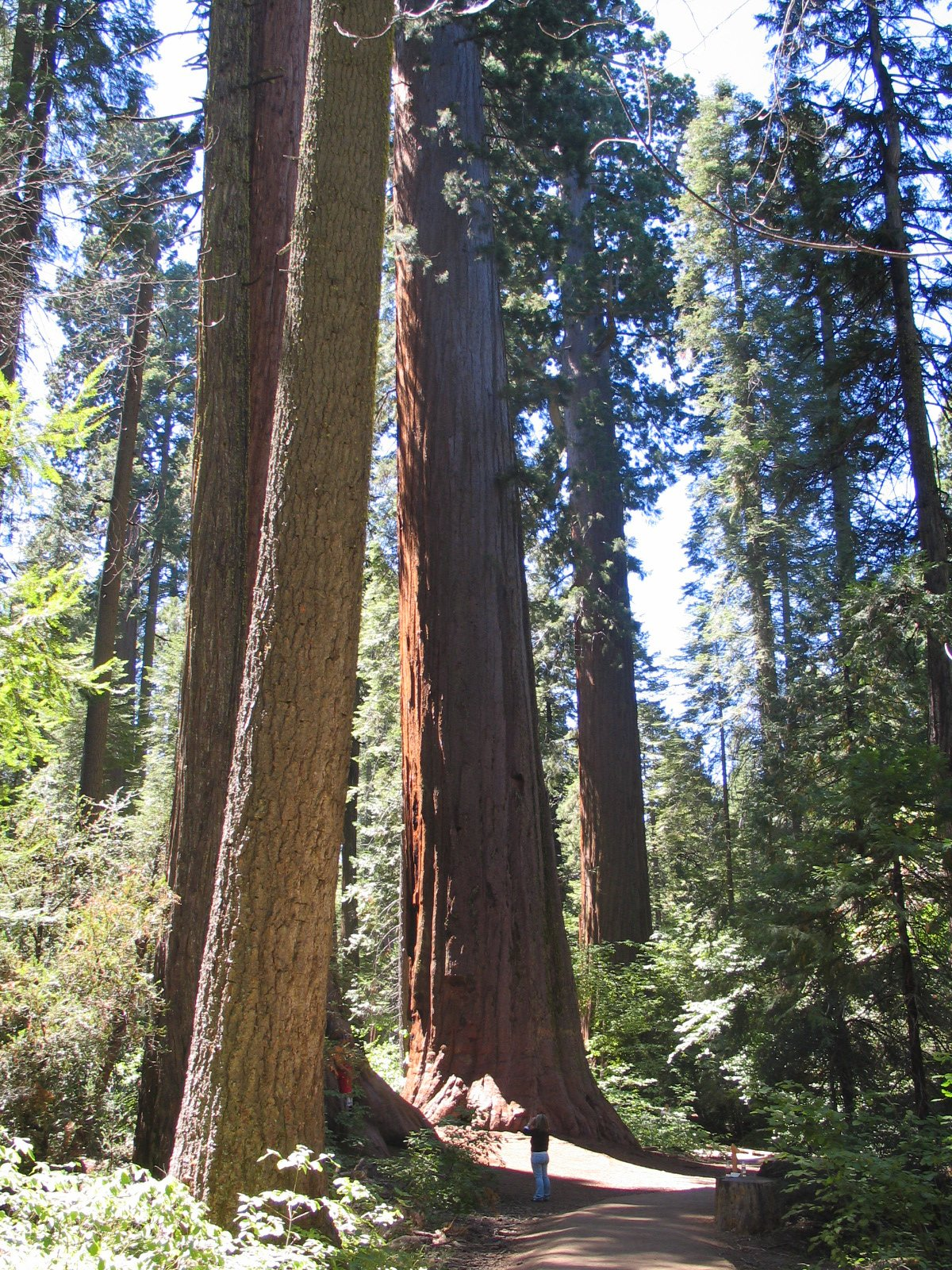
Sequoia Mammutbäume im
Calaveras Big Trees State Park

Nach der Volkszählung im Jahr 2000 lebten im Calaveras County 40.554 Menschen. Es gab 16.469 Haushalte und 11.742 Familien. Die Bevölkerungsdichte betrug 15 Einwohner pro Quadratkilometer. Ethnisch betrachtet setzte sich die Bevölkerung zusammen aus 91,19 % Weißen, 0,75 % Afroamerikanern, 1,74 % amerikanischen Ureinwohnern, 0,85 % Asiaten, 0,09 % Bewohnern aus dem pazifischen Inselraum und 2,07 % aus anderen ethnischen Gruppen; 3,31 % stammten von zwei oder mehr ethnischen Gruppen ab. 6,82 % der Bevölkerung waren spanischer oder lateinamerikanischer Abstammung.
Von den 16.469 Haushalten hatten 26,70 % Kinder und Jugendliche unter 18 Jahre, die bei ihnen lebten. 58,90 % waren verheiratete, zusammenlebende Paare, 8,60 % waren allein erziehende Mütter. 28,70 % waren keine Familien. 23,30 % waren Singlehaushalte und in 10,10 % lebten Menschen im Alter von 65 Jahren oder darüber. Die Durchschnittshaushaltsgröße betrug 2,44 und die durchschnittliche Familiengröße lag bei 2,85 Personen.
Auf das gesamte County bezogen setzte sich die Bevölkerung zusammen aus 22,80 % Einwohnern unter 18 Jahren, 5,50 % zwischen 18 und 24 Jahren, 22,40 % zwischen 25 und 44 Jahren, 31,10 % zwischen 45 und 64 Jahren und 18,20 % waren 65 Jahre alt oder darüber. Das Durchschnittsalter betrug 45 Jahre. Auf 100 weibliche Personen kamen 98,50 männliche Personen, auf 100 Frauen im Alter ab 18 Jahren kamen statistisch 95,70 Männer.
Das jährliche Durchschnittseinkommen eines Haushalts betrug 41.022 USD, das Durchschnittseinkommen der Familien betrug 47.379 USD. Männer hatten ein Durchschnittseinkommen von 41.827 USD, Frauen 28.108 USD. Das Prokopfeinkommen betrug 21.420 USD. 11,80 % Prozent der Bevölkerung und 8,70 % der Familien lebten unterhalb der Armutsgrenze. 15,60 % davon waren unter 18 Jahre und 6,20 % waren 65 Jahre oder älter.

## Orte im County

### Citys
- Angels Camp

### Census-designated places
| - Arnold - Avery - Campo Seco - Copperopolis - Dorrington - Douglas Flat - Forest Meadows - Glencoe | - Hathaway Pines - Mokelumne Hill - Mountain Ranch - Murphys - Paloma - Rail Road Flat - Rancho Calaveras | - San Andreas (County Seat) - Sheep Ranch - Vallecito - Valley Springs - Wallace - West Point - Wilseyville |